# Ворожцов, Павел Владимирович
Па́вел Влади́мирович Ворожцо́в (род. 30 апреля 1980, Таллин) — эстонский и российский актёр театра и кино.

## Биография
В 1998 году окончил Таллинскую Центральную русскую гимназию. В 2002 году окончил Таллинский педагогический университет. В 2006 году окончил Школу-Студию МХАТ (курс И. Я. Золотовицкого и С. И. Земцова). Работал в Русском театре Эстонии. С 2007 года работает в Московском художественном театре.

## Творчество

### Роли в театре
- 2007 — «Примадонны» К. Людвига; реж. Евгений Писарев — Дункан (ввод)
- 2008 — «Конёк-Горбунок» братьев Пресняковых по сказке П. Ершова; реж. Евгений Писарев — Спальник
- 2008 — «Белый кролик» М. Чейза; реж. Евгений Каменькович — Лофгрен
- 2009 — «Гамлет» В. Шекспира; реж. Юрий Бутусов — Лаэрт (ввод)
- 2009 — «Пиквикский клуб» Ч. Диккенса; реж. Евгений Писарев — Иов Троттер
- 2009 — «Пышка» В. Сигарева по Ги де Мопассану; реж. Георгий Товстоногов-мл — Корнюде
- 2010 — «Прокляты и убиты» В. Астафьева; реж. Виктор Рыжаков
- 2010 — «Васса Железнова» М. Горького; реж. Лев Эренбург — Пятёркин
- 2014 — «19.14»; реж. Александр Молочников — Ганс
- 2014 — «Деревня дураков» по повести Н. Ключарёвой; реж. Марина Брусникина — Вова
- 2017 — «Северный ветер» Р. Литвиновой; реж. Рената Литвинова — Бенедикт
- 2018 — «Три сестры» А. Чехова; реж. Константин Богомолов — Кулыгин
- 2018 — «Человек из рыбы» А. Волошиной; реж. Юрий Бутусов — Стасик
- 2019 — «Бег» М. Булгакова; реж. Сергей Женовач — Тихий
- 2020 — «Месяц в деревне» И. Тургенева; реж. Егор Перегудов — Шпигельский
- 2020 — «Чайка» А. Чехова; реж. Оскарас Коршуновас — Медведенко

### Фильмография
- 2004 — Курсанты — Алёша Шавель
- 2005 — Лебединый рай — Рома
- 2006 — Ваша честь — Никита Савельев
- 2007 — Ликвидация — лейтенант Калныньш
- 2008 — От любви до кохання — Андрей
- 2008 — Батюшка — студент
- 2010 — Счастье моё — сержант ДПС
- 2011 — Папаши
- 2013 — Восьмёрка — Шорох
- 2014 — Бесы — Гаганов
- 2014 — Екатерина — Михаил Ломоносов
- 2015 — Духless 2 — Савёлов, майор
- 2016 — СуперБобровы — кассир
- 2017 — Безопасность — Котов Алексей, щифровальщик
- 2017 — Мифы — Петя, охранник Мишкиной
- 2017 — Напарник — патрульный
- 2017 — Охота на дьявола — помощник Риекки
- 2017 — Лалай-Балалай — Рус
- 2018 — Бывшие — Константин Решетников, теннисист
- 2018 — Годунов — боярин Михаил Нагой
- 2018 — Звоните ДиКаприо! — Пётр, сценарист
- 2018 — Лучше, чем люди — технический директор корпорации CRONOS Игорь Михайлович Масловский
- 2018 — Ненастье — Георгий Николаевич Щебетовский
- 2018 — Свадьбы и разводы — Толик
- 2018 — Тренер — Валдис
- 2019 — Рикошет — Сэм
- 2019 — Союз спасения — Аркадий Майборода
- 2019 — Эпидемия — мужик
- 2019 — Фантом — врач-киллер в финальной серии
- 2020 — Красотка в ударе — Михаил
- 2020 — Окаянные дни (новелла «Вторая семья») — Александр
- 2020 — Проект «Анна Николаевна» — Игорь Константинович Ветошкин, судмедэксперт
- 2020 — Хороший человек — мужчина в баре
- 2020 — Родком — муж Сурковой
- 2020 — Перевал Дятлова — Лев Никитич Иванов, следователь прокуратуры
- 2020 — Беспринципные — Михаил
- 2020 — Марлен — Андрей Сергеевич Филиппов, полковник Следственного комитета
- 2020 — Фантом — Дима, оперуполномоченный полиции
- 2020 — День города— участковый
- 2021 — Родные — инвалид
- 2021 — Угрюм-река — Фон Пфеффер, ротмистр, командир роты
- 2021 — Ваша честь — Владимир Андреевич Зимин
- 2021 — Sheena667 — друг Вадима
- 2022 — «Монастырь» — трудник
- 2022 — Многоэтажка — сосед по подъезду
- 2022 — Экспресс — Олег, который любит кофе
- 2022 — Триггер-2 — Дмитрий, адвокат
- 2022 — Союз Спасения. Время гнева — Аркадий Майборода
- 2023 — Я любила мужа — Артём, муж Ксении
- 2023 — Сны Алисы — Кирилл
- 2023 — Новогодний шеф — Михаил, бывший банковский служащий
- 2024 — Мастер и Маргарита — Варенуха
- 2024 — Плевако — Аркадий Григорьевич Коншин, мануфактурщик
- 2024 — Лихие — Белкин
- 2024 — Дайте шоу — Игорь
- 2025 — Цыгане. Улица Шекспира — Маслов, мэр Вышегорска
- 2025 — Между нами химия — Владимир

## Награды
- Почётная грамота Президента Российской Федерации (10 июля 2017 года) — за большие заслуги в развитии отечественной культуры и искусства, многолетнюю плодотворную деятельность[3]
- Премия Гильдии кастинг-директоров России в номинации «Лучшая мужская роль второго плана» (сериал «Дайте шоу», 2025)[4]